# Ушак
Ушак (тур. Uşak) — місто і район в західній Туреччині, адміністративний центр ілу Ушак. Станом на 2011 рік в місті проживало 183 640 чоловік та 218 953 чоловік у районі. Площа району становить 1 309 км².

## Географія
Місто Ушак розташоване в західній частині Туреччини, в Егейському регіоні, Анатолія. На північ від Ушаку знаходиться місто Кютах'я, на схід — Афьон-Карахісар, на південь — Денізлі і на захід — Маніса. Ушак розташоване в гірській місцевості; лише на захід від міста розташована долина Гедіз, що простягнулася до Егейського моря. Навколишні гори досягають у висоту 1500—2000 метрів та вище. Саме місто лежить на висоті 906 м над рівнем моря. Неподалік розташовані руїни давньогрецького міста Флавіополіса.

## Історія

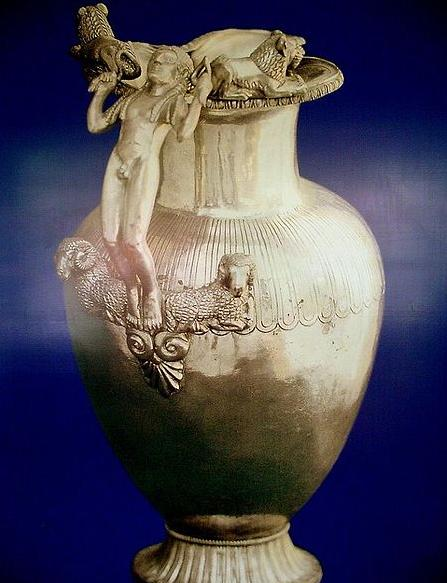
Глек з Ушаку, виготовлений в лідійський період.

Перші поселення на території міста з'явилися ще в II тисячолітті до н. е.., у часи Хетського царства. Саме місто відоме з VII століття до н. е.. Протягом своєї історії місто переходило з рук в руки, не раз змінюючи свою назву. Ці землі належали лідійців, персам, римлянам, Візантії, сельджукам, Османської імперії.
В 1919—1923 роках Ушак було місцем запеклих боїв під час громадянської війни в Туреччині.

## Економіка
Місто відоме виробництвом килимів, також розвинене виробництво цукру, бавовняних та вовняних тканин, шкіряна промисловість.